# KILLERMAN/キラーマン
『KILLERMAN/キラーマン』（Killerman）は2019年のアメリカ合衆国の犯罪アクション映画。
監督はマリク・ベイダー、出演はリアム・ヘムズワースとエモリー・コーエンなど。
資金洗浄屋の男が、事故で記憶を失ったまま、相棒とともにギャング組織と悪徳刑事の双方から追われる姿を描いている。
日本では2020年6月から開催された「未体験ゾーンの映画たち2020 延長戦」で上映された後、同年9月2日にDVDが発売された。

## ストーリー
ニューヨークの裏社会で資金洗浄屋として働くモーとスカンクは、スカンクの伯父で組織のボスであるペリコから大きな仕事を任され、大金を預かる。ところが欲を出したスカンクが、モーの反対にもかかわらず、その金を元手にコカインの取引で儲けようとするが、それは罠で、取引の現場で悪徳警官らに取り囲まれしまう。スナイパーのスズキの助けで、2人はコカインを奪い、金も取り戻して逃げるが、その途中で事故に遭い、モーは記憶を失ってしまう。こうして2人は悪徳刑事らから追われる身となり、その結果、モーの妊娠中の恋人ローラが撃たれて亡くなり、スカンクは捕らえられてしまう。ペリコはコカインを返して丸く収めようとするが、モーは自分のやり方で刑事らに復讐し、スカンクを助け出すことを決意する。
自分たちを罠にかけた売人たちを襲い、金を餌に刑事を呼び出したモーは、後をつけてスカンクが監禁されている場所に潜入すると、刑事たちを容赦なくなぶり殺しにする。そんなモーの姿にスカンクは恐れ慄く。こうしてコカインと金を取り戻し、スカンクを救出してペリコのもとに連れ帰ったモーだったが、ペリコの部下らに取り押さえられて連れて行かれてしまう。実はモーの正体は潜入捜査官「フランク・キラーマン」でペリコもスカンクも完全に騙されていたのである。ペリコはスカンクにモーを殺すように命じる。騙されていたことに激しいショックを受けつつも、命の恩人であるモーとの友情から気が動転したスカンクは、モーを撃つと見せかけて、その場にいた組織のメンバーをペリコともども射殺してしまう。状況を掴めずに戸惑うモーにスカンクは真実を告げず、ペリコが自分もモーも殺すつもりだったと言うと、金とコカインを持ち出し、モーとその場を後にする。
2014年10月23日、モー・ダイアモンドことフランク・キラーマンは、自分が潜入捜査官であることも忘れ、ローラが一命を取り留めていた（赤ん坊は死亡）ことも知らないまま、スカンクとともにニューヨークから姿を消す。その後、モーが自分の正体に気づいたかは不明である。

## キャスト
※括弧内は日本語吹替
- モー・ダイアモンド: リアム・ヘムズワース（平川大輔） - 資金洗浄屋。表向きは宝石商。
- ボビー（スカンク）・サントス: エモリー・コーエン（森宮隆） - モーの相棒。
- ローラ: ダイアン・ゲレーロ（英語版） - モーの恋人。妊娠中。
- ペリコ: ズラッコ・ブリッチ（英語版）（近藤浩徳） - 組織のボス。スカンクの伯父（母親の兄）。
- フェデックス: スラージ・シャルマ（西田翔一） - スカンクらの麻薬取引を手配した男。
- レオン・ダッフォ: ニコラ・シュレリ（英語版） - 悪徳刑事。
- バラクタ: マイク・モー（英語版） - 悪徳刑事。
- スズキ: リッチー・ン - 組織のスナイパー。

## 製作
2017年にジョージア州サバンナで撮影された。

## 封切り
2019年7月にカナダ・モントリオールで開催されたファンタジア国際映画祭でプレミア上映された。

## 作品の評価
バラエティのジョー・レイドンは「『KILLERMAN/キラーマン』は時代に逆行したスリルに扇情的で推進力があり、素晴らしい映画、あるいは良い映画とまでは呼べないかもしれないが、VODストリーミングの世界のどこかに支持する人はいるだろう。」と評価している。
ハリウッド・リポーターのジョン・デフォーは「骨太な犯罪映画だが、その雰囲気に充分に応えられていない。」としている。
ワシントン・ポストのハウ・チューは4点満点中1.5点を付けた上で「8月のゴミ捨て場のど真ん中で、それ以上の高みを目指すことのない映画。」と酷評している。
Rotten Tomatoesによれば、19件の評論のうち高評価は26%にあたる5件で、平均点は10点満点中3.4点となっている。
Metacriticによれば、7件の評論のうち、高評価はなく、賛否混在は3件、低評価は4件で、平均点は100点満点中42点となっている。